# 압둘라흐만 알산비
압둘라흐만 빈 살렘 빈 파델 알산비(2001년 2월 3일 ~ , 아랍어: عبد الرحمن سالم الصانبي, Abdulrahman bin Salem bin Fadhel Al-Sanbi)는 사우디아라비아의 축구 선수로 포지션은 골키퍼이며 현재 알아흘리 소속이다.
1. ↑  “Saudi Arabia - Abdulrahman Al Sanbi - Profile with news, career statistics and history - Soccerway”. 《int.soccerway.com》 (영어). 2024년 5월 18일에 원본 문서에서 보존된 문서. 2025년 5월 4일에 확인함.